# Сесавская волость
Сесавская волость (латыш. Sesavas pagasts) — одна из семнадцати территориальных единиц Елгавского края Латвии. Находится на юго-востоке края. Граничит с Платонской, Элейской, Вирцавской волостями своего края, Виестурской и Свитенской волостями Бауского края, а также с Крюкским, Саткунским и Саугелаукским староствами Йонишкского района Шяуляйского уезда Литвы.
Крупнейшими населёнными пунктами волости являются: Сесава (волостной центр), Байяри, Бервирцава, Буки, Галамуйжа, Клави, Лиелсесава, Пиладжи, Сармас, Скурстени, Видусмуйжа.
По территории волости протекают реки: Аудруве, Иодупе, Лиепарс, Мелнупите, Оглайне, Реда, Сесава, Упеле, Вирцава.

## История
Сесавская волость как административная единица появилась в 1863 году, хотя предшествующие ей административные образования прослеживаются с конца XVIII века. В 1880 году Сесавская волость была объединена с Иостенской и Галамуйжской волостями.
В 1935 году Сесавская волость Елгавского уезда имела площадь 92,8 км², что сопоставимо с сегодняшними показателями. В 1945 году в состав волости входили Лиелсесавский и Сесавский сельские советы. После отмены в 1949 году волостного деления Сесавский сельсовет поочерёдно входил в состав Элейского (1949—1956), Елгавского (1956—1962, 1967—1990) и Добельского (1962—1967) районов.
В 1954 году к Сесавскому сельсовету был присоединён Эглайский сельсовет, при этом колхоз «Лиго» был отдан под юрисдикцию Яунсвирлаукского сельского совета. В 1956 году территория совхоза «Видукли» была присоединена к Лиелвирцавскому сельсовету. В 1963 году к Сесавскому сельсовету был присоединён Лиелсесавский сельсовет. В 1974 году часть Элейской сельской территории и часть Вирцавского сельсовета. В 1977 году — ещё одна часть Элейской сельской территории.
В 1990 году Сесавский сельсовет был реорганизован в волость. В 2009 году, по окончании латвийской административно-территориальной реформы, Сесавская волость вошла в состав созданного Елгавского края.

## Известные люди
- Петерис Юрашевскис (1877—1941) — латвийский политический деятель и юрист.
- Алвис Лапиньш (род. 1946) — советский и латвийский киносценарист и продюсер.
- Поль Матисович Арман (1903—1943) — советский офицер, полковник, первый в истории Красной Армии танкист, удостоенный звания Героя Советского Союза.